# Ermita de Sant Roc (El Toro)
LErmita de Sant Roc, a El Toro, comarca de l'Alt Palància, és una ermita erigida, entre els segles  XIV i  XVII, en honor de Sant Roc, que se situada en la coneguda com Foia de Sant Roc, al terme municipal d'El Toro, al final d'un viacrucis, amb casalicis per a les diferents estacions, construït en 1991, any en què es va procedir a la seva restauració.
Està declarada Bé Immoble de Rellevància Local amb codi identificatiu: 12.07.115-002, tal com queda constància en la Direcció General de Patrimoni Artístic de la Generalitat Valenciana.

## Descripció historicoartística
L'obra original, que data del segle XIV i que és perceptible externament en l'absis i en els forts contraforts dels seus laterals; es va començar a construir amb fàbrica de maçoneria, però més tard, ja entrat el segle xvii (1603), comencen a utilitzar  carreus, en les obres del seu engrandiment.
Presenta una planta rectangular, d'una sola nau, i coberta a dues aigües acabada en teula; a la qual s'accedeix a través d'una porta, que se situa als peus del temple i que té  dovelles. Aquesta porta d'accés està precedida d'un pòrtic adossat amb banc corregut i està coberta per un sostre a tres aigües de fusta interiorment i amb acabat extern en teula, que està sostingut per  columnes toscanes. A més, a cada costat de la porta hi ha sengles finestres quadrades rematades amb reixes. Podria clasificar-se aquest pòrtic com típic d'estil aragonès, amb ràfecs de fusta.
La façana es remata amb una petita espadanya, formada per un cos una obertura per a una sola campana. L'espadanya se situa en alt, als peus, formada per un cos i una obertura.
Respecte a l'interior, que es troba totalment repintat, l'única nau s'està dividida en dos trams, més el presbiteri que es completa amb l'altar i un petit retaule de pedra (utilitzant, segons autors, les pedres d'un castell proper que es va derruir), presidit per una imatge de Sant Roc. Interiorment la coberta actual és plana, tant a la nau com en la part que fa de sagristia. Aquesta coberta està subjecta per  pilastres i  arcs de mig punt.
Poden distingir dues capelles laterals una dedicada a la Divina Pastora i una altra al Crist Jacent.
Les festes de l'ermita es duen a terme a l'agost, a partir del dia 15, i el 16 d'agost, dia de Sant Roc, el dia de la festa gran, en què hi ha romiatge i actes eucarístics en els diferents temples que participen en la romeria.